# Asota antennalis
Asota antennalis är en fjärilsart som beskrevs av Rothschild 1897. Asota antennalis ingår i släktet Asota och familjen nattflyn. Inga underarter finns listade i Catalogue of Life.